# Borough
Un borough este o unitate administrativă, care se întâlnește în numeroase țări din arealul limbii engleze. Originar, termenul desemna un oraș fortificat autoguvernat, dar în folosința modernă folosirea termenului poate varia foarte mult. 

## Istoric

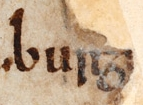
Un burg din epopea Beowulf

Cuvântul borough derivă din proto-germanic burgz, însemnând „fort” sau „fortificație”. 